# Pluto som vallhund
Pluto som vallhund (även Prärievargens klagan) (engelska: The Legend of Coyote Rock) är amerikansk animerad kortfilm med Pluto från 1945.

## Handling
Pluto är en vallhund som ska se till att skydda fåren från en varg. Trots att vargen gör allt för att lura Pluto lyckas han inte och blir istället en staty av stenblock.

## Om filmen
Prärievargen som förekommer i filmen kom även att dyka upp i tre Pluto-filmer till; Pluto vaktar får som kom ut 1949, Pluto som hönsvaktare och Plutos hungriga vargar som båda kom ut 1950.
Filmen hade svensk premiär den 3 december 1945 och visades på biografen Spegeln i Stockholm.
Den 9 oktober 1964 visades filmen i svenska TV1, denna gång med titeln Prärievargens klagan.

## Rollista
- Pinto Colvig – Pluto[9]